# 乙酸镱
乙酸镱是镧系元素镱的乙酸盐，化学式为Yb(CH3COO)3。它是可溶于水的无色晶体，可以形成水合物。

## 性质
乙酸镱可以形成无色晶体，易溶于水。它的水合物为Yb(CH3COO)3·nH2O（n=1, 4, 6）。

## 用途
乙酸镱可用作合成上转换发光材料的原料；也可以用作一些特定有机反应的催化剂。

## 拓展阅读
- Joseph K. Marsh. . Journal of the Chemical Society (Resumed). 1943-01-01, 0 (0): 8–10  [2019-02-01]. ISSN 0368-1769. doi:10.1039/JR9430000008. （原始内容存档于2018-06-11） （英语）.